# Cantharellus rhodophyllus
Cantharellus rhodophyllus é uma espécie de fungo pertencente à família Cantharellaceae.